# Goalball nos Jogos Paralímpicos de Verão de 2012
As competições de golbol nos Jogos Paralímpicos de Verão de 2012 estão sendo disputadas entre os dias 30 de agosto e 9 de setembro na Caixa de Cobre, em Londres.
O golbol é disputado por duas equipes de 3 jogadores cada. Todos os atletas possuem algum tipo de deficiência visual e usam vendas nos olhos para haver igualdade de condições. O objetivo do jogo consiste em arremessar uma bola com guizos para o outro lado da quadra, visando a baliza adversária. A partida é dividida em dois tempos de 10 minutos cada e a equipe que marcar mais golss é declarada vencedora.

## Medalhistas
| Evento             | Ouro                                                                                           | Prata | Bronze |
| ------------------ | ---------------------------------------------------------------------------------------------- | --- | --- |
| Masculino detalhes | Jarno Matilla Ville Montonen Erkki Miinala Toni Alenius Tuomas Nousu Petri Posio FIN Finlândia | José Ferreira de Oliveira Almeida Maciel Celente Leomon Moreno da Silva Romário Diego Marques Filippe Santos Silvestre Leandro Moreno da Silva BRA Brasil | Tekin Okan Düzgün Hüseyin Alkan Mehmet Cesur Yusuf Uçar Abdullah Aydoğdu Tuncay Karakaya TUR Turquia          |
| Feminino detalhes  | Masae Komiya Rie Urata Akane Nakashima Eio Kakehata Haruka Wakasugi Akiko Adachi JPN Japão     | Ruixue Wang Fengqing Chen Shan Li Sasha Wang Feifei Fan Zhen Ju CHN China                                                                                 | Viktoria Andersson Sofia Naesström Anna Dahlberg Malin Gustavsson Maria Wåglund Josefine Jälmestål SWE Suécia |

## Qualificação

### Masculino
| Competição                                           | Data                        | Sede                    | Vagas | Classificados                                    |
| ---------------------------------------------------- | --------------------------- | ----------------------- | ----- | ------------------------------------------------ |
| País-sede                                            |                             |                         | 1     | GBR Grã-Bretanha                                 |
| Campeonato Mundial IBSA de golbol de 2010            | 18 – 25 de junho de 2010    | Sheffield, Grã-Bretanha | 3     | LTU Lituânia CHN China IRI Irã                   |
| Jogos Para-Asiáticos de 2010                         | 12 – 19 de dezembro de 2010 | Guangzhou, China        | 1     | KOR Coreia do Sul                                |
| Torneio Pré-Paralímpico de golbol de 2011            | 1 – 11 de abril de 2011     | Antalya, Turquia        | 4     | FIN Finlândia TUR Turquia CAN Canadá BEL Bélgica |
| Campeonato Europeu de golbol de 2011                 | 17 – 23 de outubro de 2011  | Assens, Dinamarca       | 1     | SWE Suécia                                       |
| Campeonato Regional África/Oceania de golbol de 2011 | 14 – 18 de novembro de 2011 | Sydney, Australia       | 1     | ALG Argélia                                      |
| Jogos Parapan-Americanos de 2011                     | 12 – 20 de novembro de 2011 | Guadalajara, México     | 1     | BRA Brasil                                       |
| Total                                                |                             |                         | 12    |                                                  |

### Feminino
| Competição                                           | Data                        | Sede                    | Vagas | Classificados                           |
| ---------------------------------------------------- | --------------------------- | ----------------------- | ----- | --------------------------------------- |
| País-sede                                            |                             |                         | 1     | GBR Grã-Bretanha                        |
| Campeonato Mundial IBSA de golbol de 2010            | 18 – 25 de junho de 2010    | Sheffield, Grã-Bretanha | 3     | CHN China USA Estados Unidos SWE Suécia |
| Jogos Para-Asiáticos de 2010                         | 12 – 19 de dezembro de 2010 | Guangzhou, China        | 1     | JPN Japão                               |
| Torneio Pré-Paralímpico de golbol de 2011            | 1 – 11 de abril de 2011     | Antalya, Turquia        | 2     | CAN Canadá FIN Finlândia                |
| Campeonato Europeu de golbol de 2011                 | 17 – 23 October 2011        | Assens, Denmark         | 1     | DEN Dinamarca                           |
| Campeonato Regional África/Oceania de golbol de 2011 | 14 – 18 de novembro de 2011 | Sydney, Australia       | 1     | AUS Austrália                           |
| Jogos Parapan-Americanos de 2011                     | 12 – 20 de novembro de 2011 | Guadalajara, México     | 1     | BRA Brasil                              |
| Total                                                |                             |                         | 10    |                                         |